# Eupalamides geron
Eupalamides geron is een vlinder uit de familie Castniidae. De wetenschappelijke naam van de soort is, als Castnia geron, in 1839 gepubliceerd door Vincenz Kollar.
De soort komt voor in het Neotropisch gebied.